# South Sudan Oyee!
South Sudan Oyee! è l'inno nazionale del Sudan del Sud. L'inno è stato scelto dalla Commissione Nazionale del Sudan del Sud, espressione del Movimento di Liberazione del Popolo del Sudan, nell'agosto del 2010 dopo il lancio di una competizione per decidere l'inno del nuovo futuro Stato. L'inno è entrato in vigore dopo la fine del Referendum sull'indipendenza del Sudan del Sud del 2011.

## Storia
L'inno ha ricevuto 49 voti e il titolo provvisorio era "Land of Cush". La musica e il testo sono stati composti da studenti e insegnanti della Juba University di Juba.